# Costularia brevifolia
Costularia brevifolia är en halvgräsart som beskrevs av Henri Chermezon. Costularia brevifolia ingår i släktet Costularia, och familjen halvgräs. Inga underarter finns listade i Catalogue of Life.